# هولی (فیلم ۱۹۸۴)
«هولی» (انگلیسی: Holi) فیلمی هندی است که در سال ۱۹۸۴ منتشر شد. از بازیگران آن می‌توان به عامر خان، اوم پوری و نصیرالدین شاه اشاره کرد.
خلاصه داستان: در خوابگاه کالج یک نفر کشته می‌شود ولی مسئولین به ابن موضوع رسیدگی نمی‌کنند، اما یک نفر ساکت نمی‌شیند و این موضوع را پیگیری می‌کند …